# Романтичен филм (филм, 2006)
„Романтичен филм“ (на английски: Date Movie) е американска пародия от 2006 г., режисирана от Джейсън Фрийдбърг. Във филма участват Алисън Ханигън, Адам Кембъл, Софи Монк, Дженифър Кулидж, Еди Грифин и Фред Уилард. Филмът парадира различни романтични комедии като „Моята голяма луда гръцка сватба“, „Запознай ме с вашите“, „Хитч“, „Професия блондинка“ и „Дневникът на Бриджит Джоунс“. Премиерата на филма е на 17 февруари 2006 г. от „Туентиът Сенчъри Фокс“